# بالن بوخنر

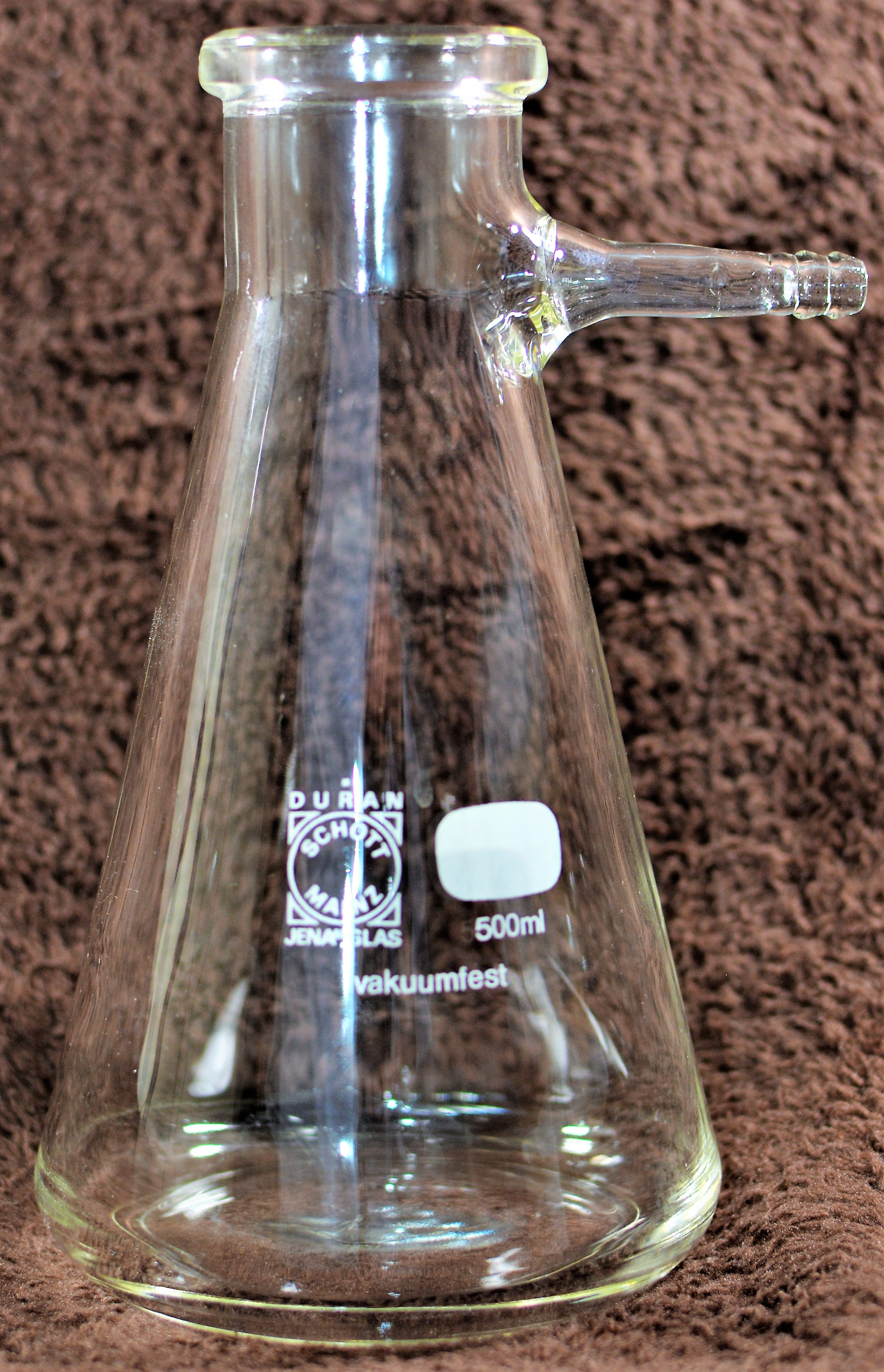
بالن بوخنر

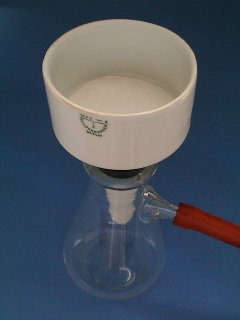
قیف بوخنر متصل به بالن بوخنر

یک بالن بوخنر (به انگلیسی: Büchner flask) به عنوان یک بالن خلاء، بالن تصفیه یا بالن اسلحه کمری نیز شناخته شده است هرچند در ایران با اسامی ارلن خلاء یا ارلن تخلیه شناخته می‌شود. یک بالن بوخنر دارای دیواره ای ضخیم با یک لوله شیشه ای کوتاه و خاردار و همچنین شلنگی که حدود یک اینچ از گردن آن بیرون زده است. لوله کوتاه و شلنگ خاردار به طور موثری به عنوان یک آداپتور که در انتهای شیلنگ های انعطاف پذیر با دیواره ضخیم (لوله) نصب شده عمل می کند. انتهای دیگر شلنگ را به منبع خلاء از قبیل بادبزن هواکش یا پمپ خلاء متصل می کنند. بهتر است این کار از طریق یک دریچه که برای جلوگیری از مکیدن آب از هواکش بالن بوخنر طراحی شده است، انجام گیرد.
دیواره ضخیم بالن بوخنر، مقاومت در برابر اختلاف فشار را با داشتن خلاء در داخل آن فراهم می کند. قیف بوخنر دارای یک لایه کاغذ صافی جدا شده از مکش است.